# Friedrich Erismann
Friedrich Huldreich Erismann (Gontenschwil, 14 novembre 1842 – Zurigo, 13 novembre 1915) è stato un igienista e oculista svizzero.

## Biografia
Nel 1867, Erismann conseguì il dottorato in medicina all'Università di Zurigo, proseguendo poi i suoi studi di oftalmologia a Heidelberg, Vienna e Berlino. Nel 1867 sposò Nadezhda Suslova e due anni dopo si trasferì a San Pietroburgo come oftalmologo. Nei primi anni del 1870 studiò igiene e fisiologia a Monaco, dove i suoi istruttori erano Max von Pettenkofer (1818-1901) e Carl von Voit (1831-1908).
Dopo la partecipazione alla guerra russo-turca, si trasferì a Mosca, dove dal 1881 prestò servizio come docente all'università. Nel 1884 fu nominato professore di igiene e direttore all'istituto di igiene. All'università di Mosca, uno dei suoi studenti era il drammaturgo Anton Čechov. Nel 1870 inventò la nuova costruzione del banco scolastico che fu usato nelle scuole russe fino all'inizio degli anni '60.